# Alliance des Magyars de Voïvodine
L'Alliance des Magyars de Voïvodine (en serbe cyrillique : Савез војвођанских Мађара ; en serbe latin : Savez vojvođanskih Mađara ; en hongrois : Vajdasági Magyar Szövetség ; en abrégé SVM ou VMSZ), est un parti politique serbe de Voïvodine fondé en 1996. Il a son siège à Subotica et est présidé par Bálint Pásztor.
L'Alliance s'est donné pour mission de représenter et défendre la minorité magyare de Serbie. Elle est membre de l'Union fédéraliste des communautés ethniques européennes.

## Activités électorales

### Élections nationales

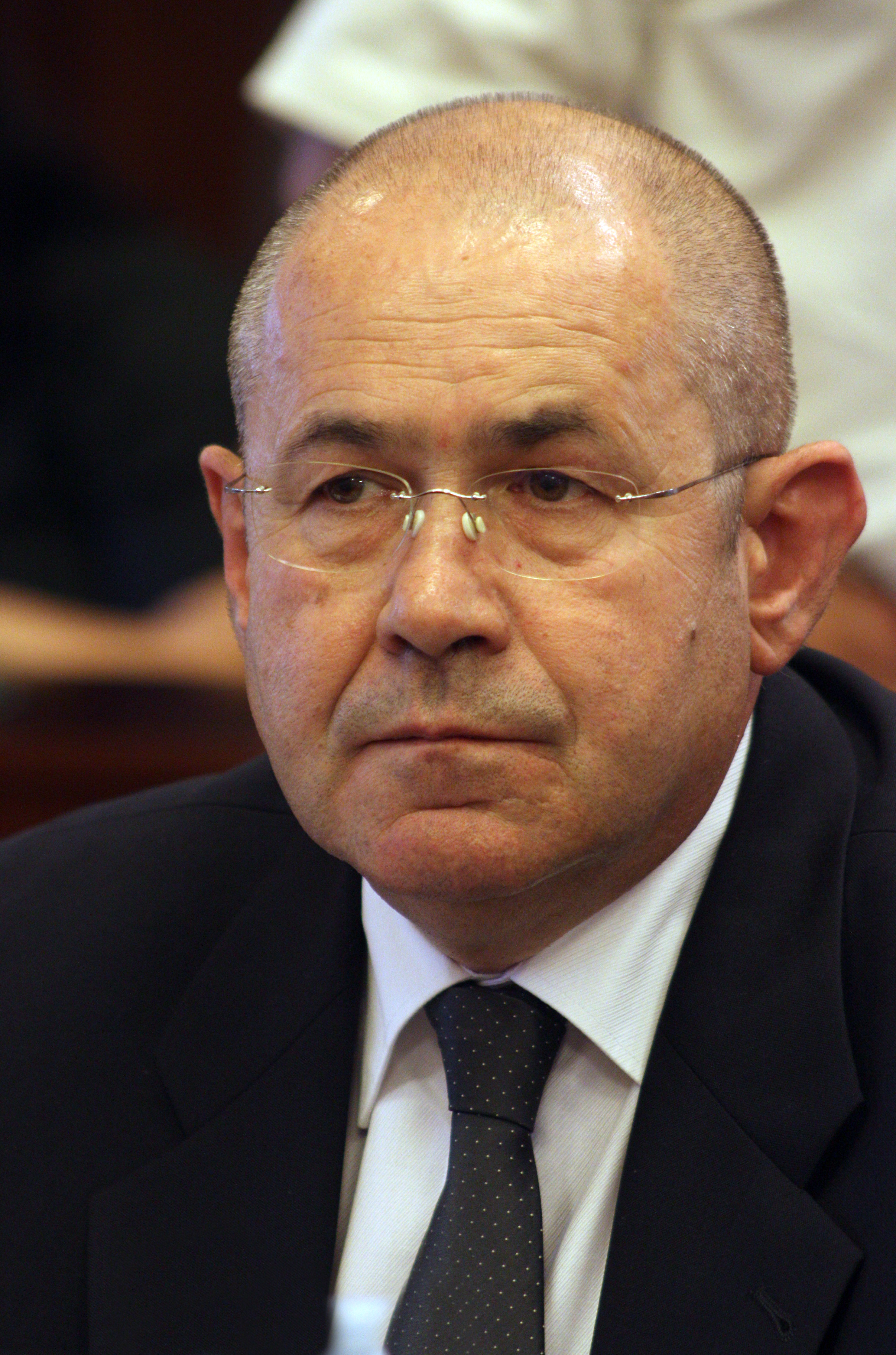
István Pásztor en 2012

Aux élections législatives serbes de 2003, l'Alliance des Magyars de Voïvodine participe à la coalition Ensemble pour la tolérance emmenée par Nenad Čanak, József Kasza et Rasim Ljajić ; la liste obtient 161 765 voix, soit 4,22 % des suffrages, ce qui ne lui permet pas d'obtenir de siège à l'Assemblée nationale de la république de Serbie.
Aux élections législatives du 21 janvier 2007, l'Alliance présente une liste de 250 candidats ; elle obtient 52 510 voix, soit 1,30 % des suffrages, et obtient trois sièges à l'Assemblée nationale de la république de Serbie au titre de la représentation des minorités nationales.
István Pásztor, devenu président du parti et soutenu par la Coalition hongroise, se présente à l'élection présidentielle du 20 janvier 2008 et recueille 93 039 voix, soit 2,26 % des suffrages ; au second tour de l'élection, il apporte son soutien au président sortant Boris Tadić. Aux élections législatives anticipées du 11 mai, le parti participe à la liste de la Coalition hongroise emmenée par Pásztor et qui présente 250 candidats ; elle recueille 1,81 % des voix et obtient 4 mandats à l'Assemblée au titre des minorités, dont la totalité revient à la SVM.
István Pásztor se présente une nouvelle fois à l'élection présidentielle du 6 mai 2012, où il obtient 63 420 voix, soit 1,62 % des suffrages. Aux élections législatives qui ont lieu à la même date, le parti présente sa propre liste, obtient 68 323 voix, soit 1,75 % des suffrages, et envoie 5 représentants à l'Assemblée. Il y dispose de son propre groupe parlementaire, présidé par Bálint Pásztor.
Lors des élections législatives de 2014, le parti obtient 6 sièges à l'Assemblée nationale.

### Élections provinciales
Aux élections provinciales de 2004, l'Alliance des Magyars de Voïvodine présente sa propre liste ; au scrutin proportionnel plurinominal, elle obtient 54 380 voix, soit 8,50 % des suffrages exprimés, et six sièges à l'Assemblée provinciale. Elle obtient 4 autres sièges au scrutin majoritaire à deux tours par circonscription. Aux élections provinciales de 2008, l'Alliance fait partie de la Coalition hongroise qui obtient en tout neuf députés.
La Ligue participe seule aux élections provinciales de 2012 et obtient sept députés,. István Pásztor est élu président de l'Assemblée provinciale.

### Élections locales
Aux élections locales de 2004, le parti remporte le plus grand nombre de sièges dans les assemblées municipales de Subotica, Senta, Bačka Topola, Mali Iđoš, Kanjiža et Čoka.
Aux élections locales de 2008, le parti participe la Coalition hongroise, qui remporte la majorité des suffrages à Kanjiža (50,91 %), et de nombreuses voix à Senta (31,87 %), Bačka Topola (46,25 %), Mali Iđoš (37,18 %) et Bečej (29,63 %).
Aux élections locales de 2012, l'Alliance obtient le plus grand nombre de sièges à Subotica (16 représentants), à Senta (15 représentants en alliance avec le PUPS) où Rudolf Ceglédi, membre du SVM/VMSZ, est président de la municipalité, à Bačka Topola (16 représentants) où Melinda Kókai-Mernyák est présidente de la municipalité, Mali Iđoš, Kanjiža (11 représentants) où Mihály Nyilas est président de la municipalité et Čoka (9 représentants).

## Organisation
- Présidence[25]
  - Bálint Pásztor, président
  - Károly Pál, vice-président
  - Mihály Bimbó, vice-président
  - Tivadar Bogos, vice-président
  - Zoltán Dévavári, vice-président
  - Lenke Erdély, vice-présidente
  - Ottó Bús
  - János Dobai
  - Károly Dudás
  - Sándor Egeresi
  - László Józsa
  - Imre Kern
  - Ildikó Lovas
  - Jenő Maglai
  - Mihály Nyilas
  - Bálint Pásztor
  - László Varga

## Groupes parlementaires

### Assemblée nationale de la république de Serbie
- Árpád Fremond
- Elvira Kovács
- Bálint Pásztor, président du groupe parlementaire
- Zoltán Pék
- László Varga, vice-président du groupe parlementaire

### Assemblée de la province autonome de Voïvodine
- Sándor Egeresi, président du groupe parlementaire
- Ilona Pelt, vice-président du groupe parlementaire
- Attila Juhász
- Szabolcs Kávai
- István Pásztor
- Zoltán Takács
- Ákos Ujhely